# 鸟语

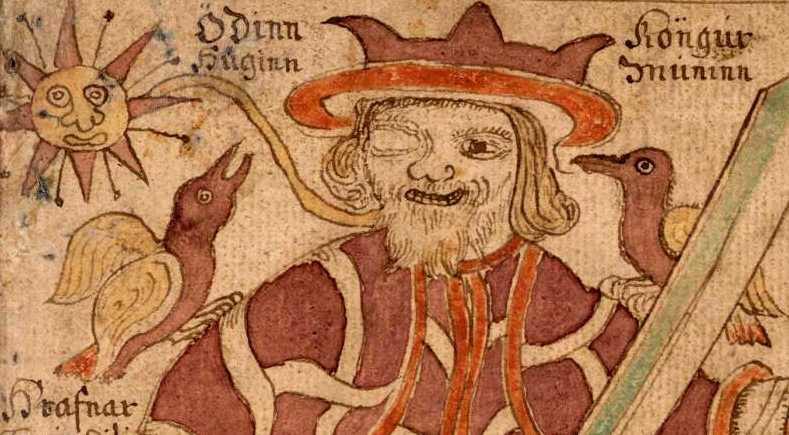
在18世纪的冰岛画稿中，福金和霧尼（鸟）正坐在奥丁的肩膀上。

鸟语是鸟类的语言，在神话故事中，经常被定义为一种神秘的语言。

## 历史
在古希腊神话中，泰瑞西斯能够听懂鸟语。在许多国家，都流传着鸟类有自己语言的故事。然而，由于古代科技所限，并不能证实鸟类是否真正有能够传递语意的语言。
随着现代科技的发展，我们已经能够证明动物之间存在信息的传递，如声音、动作及化学气味。鸟类的呜叫也是动物之间传递信息的一种方式，不同的呜叫声表达着不同的意义。甚至有研究表明鸟语中也存在着语法。

## 通俗文化
在中国通俗文化，习惯把听不懂的语言或方言（常指非官話方言）称为「鸟语」，追其来源，自先秦起就有这种说法。